# Redheads
Redheads – australijski thriller z 1992 roku, w reżyserii Danny'ego Vendraminiego. W roli głównej wystąpiła Claudia Karvan. Premiera filmu miała miejsce 1 kwietnia 1994 roku. Film został nakręcony w 1991 roku.
Zdjęcia do filmu kręcono w Brisbane w Australii.

## Fabuła
Lucy umawia się z kochankiem w swoim mieszkaniu. Włącza kamerę, którą zamierza nagrywać swoje sceny łóżkowe. W trakcie zabaw miłosnych ktoś włamuje się do jej mieszkania. Lucy udaje się uciec, ale jej kochanek zostaje zamordowany. W następstwie wydarzeń, dziewczyna znajduje się pod opieką sympatycznej, wyznaczonej przez sąd pełnomocnika sądowego Diany Ferraro. Lucy i Diana starają się wytropić mordercę.

## Nagrody i nominacje
- Nominacja – Australijska Akademia Sztuk Filmowych i Telewizyjnych AACTA 1992 – za: Najlepsza aktorka Claudia Karvan,
- Nominacja – Australijska Akademia Sztuk Filmowych i Telewizyjnych AACTA 1992 – za: Najlepsza muzyka oryginalna Felicity Foxx[3].

## Obsada
- Claudia Karvan – Lucy
- Catherine McClements – Diana Ferraro
- Alexander Petersons – Simon
- Mark Hembrow – Brewster
- Sally McKenzie – Wraden Zeida
- Anthony Phelan – inspektor Quigley
- Iain Gardiner – McCoy
- Gennifer Flowers – Carolyn
- Malcolm Cork – reporter
- Jacek Koman – prawnik